# Elżbieta Feret
Elżbieta Feret – polska prawniczka i nauczycielka akademicka, profesor nauk społecznych, profesor Uniwersytetu Rzeszowskiego, w latach 2016–2019 dziekan Wydziału Prawa i Administracji Uniwersytetu Rzeszowskiego, w roku akademickim 2019/2020 dyrektor Instytutu Nauk Prawnych Uniwersytetu Rzeszowskiego. Prorektor ds. Kolegium Nauk Społecznych Uniwersytetu Rzeszowskiego w kadencji 2020–2024.

## Życiorys
W 1996 ukończyła prawo na Wydziale Prawa i Administracji Uniwersytetu Marii Curie-Skłodowskiej w Lublinie. Tamże w 2004 uzyskała stopień naukowy doktora nauk prawnych w zakresie prawa, specjalności prawo finansowe i finanse publiczne. W 2014 na tym samym Wydziale nadano jej stopień doktora habilitowanego nauk prawnych w zakresie prawa, specjalność: prawo finansowe. Została kierownikiem Zakładu Prawa Finansowego w Instytucie Nauk Prawnych Uniwersytetu Rzeszowskiego.
W 2016 została wybrana dziekanem Wydziału Prawa i Administracji URz na kadencję 2016–2020. W wyniku restrukturyzacji Uniwersytetu w roku akademickim 2019/2020 dyrektor Instytutu Nauk Prawnych Uniwersytetu Rzeszowskiego. 1 września 2020 została wybrana przez rektora Uniwersytetu prof. Sylwestra Czopka na stanowisko prorektora ds. Kolegium Nauk Społecznych Uniwersytetu Rzeszowskiego.
Posiada uprawnienia radcy prawnej.
29 maja 2023 roku decyzją prezydenta RP otrzymała tytuł naukowy profesora nauk pranych.

## Odznaczenia
- Brązowy Krzyż Zasługi (2022)[7]